# 16069 Marshafolger
16069 Marshafolger este un asteroid din centura principală de asteroizi.

## Descriere
16069 Marshafolger este un asteroid din centura principală de asteroizi. A fost descoperit pe 7 septembrie 1999 la Socorro, New Mexico, în cadrul proiectului LINEAR. Asteroidul prezintă o orbită caracterizată de o semiaxă mare de 2,53 ua, o excentricitate de 0,18 și o înclinație de 5,3° în raport cu ecliptica.